# Гердиль, Гиацинт Сигизмунд
Гиацинт Сигизмунд Гердил (нем. Hyacinthe Sigismond Gerdil; 23 июня 1718, Самоэнс, Швейцария — 12 августа 1802, Рим, Папская область) — швейцарский и итальянский кардинал, варнавит. Титулярный епископ Дивона с 17 февраля 1777 по 15 декабря 1777. Префект Священной конгрегации Индекса с 1 января 1777 по 27 февраля 1795. Камерленго Священной Коллегии кардиналов с 13 февраля 1786 по 29 января 1787. Префект Священной Конгрегации Пропаганды Веры с 27 февраля 1795 по 12 августа 1802. Кардинал in pectore c 23 июня по 15 декабря 1777. Кардинал-священник с 15 декабря 1777, с титулом церкви Сан-Джованни-а-Порта-Латина с 30 марта 1778 по 20 сентября 1784. Кардинал-священник с титулом церкви Санта-Чечилия с 20 сентября 1784 по 12 августа 1802.

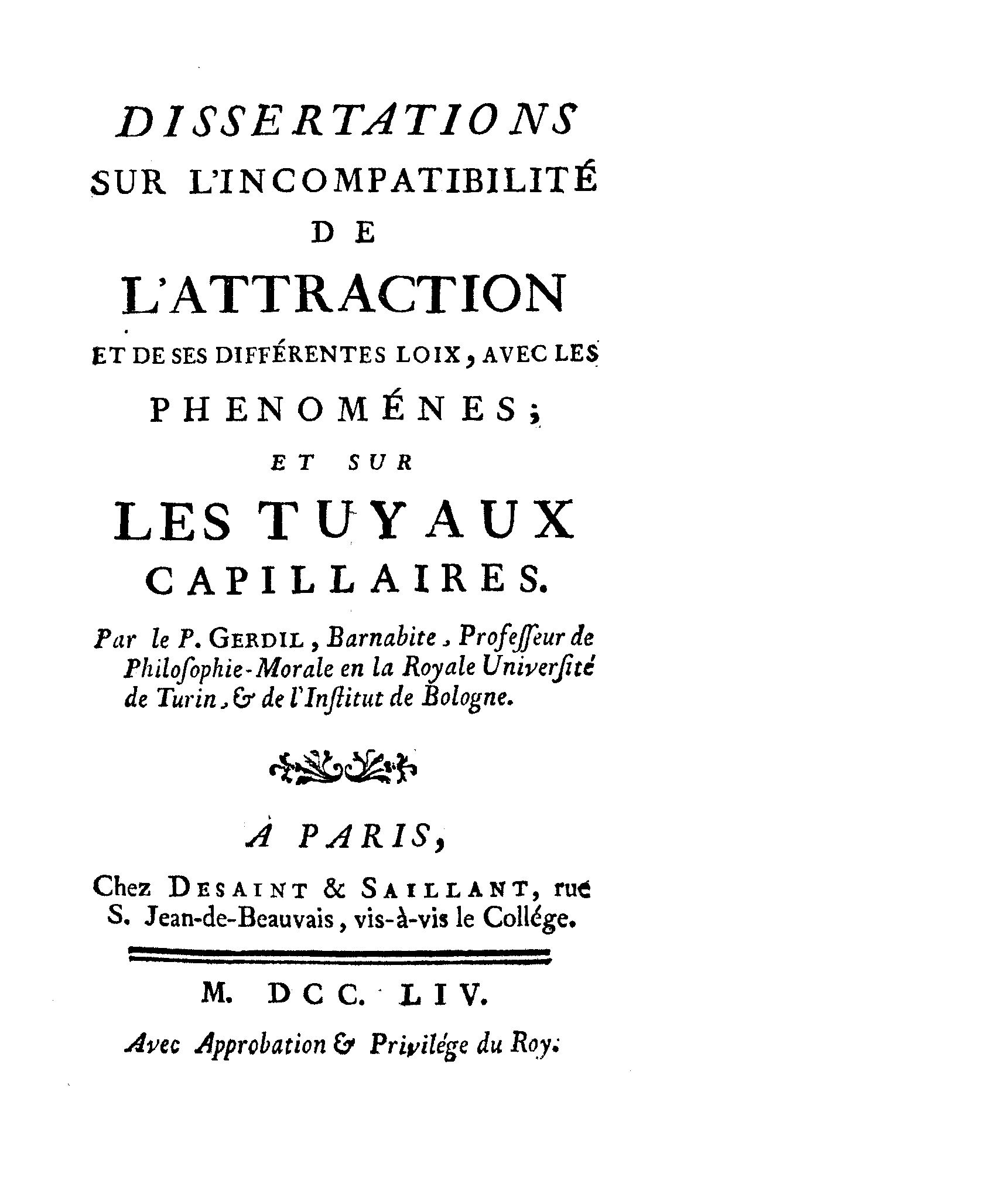
Dissertations sur l'incompatibilité de l'attraction et de ses différentes loix, avec les phenoménes, 1754